# Венский технический университет
Венский технический университет (нем. Technische Universität Wien, сокр. TU Wien) — один из крупных университетов в Вене, основанный в 1815 году под названием «императорско-королевский политехнический институт». В настоящее время в университете 8 факультетов с 56 институтами, включающие 21 отделение бакалавриата, 43 отделения магистратуры и 3 отделения докторантуры. В университете обучаются 17.600 студентов (19 % иностранцев; 30 % женщин); штат составляет 4 тыс. сотрудников, из них 1.800 — преподавательский состав. Учебная программа и исследовательская деятельность университета сосредоточены на технических и естественных науках.
В 2005 году Венский технический университет занял 32-е место в списке лучших технических университетов мира и 8-е место в Европе.

## Факультеты и институты
- Факультет математики и геоинформационных систем (нем. Fakultät für Mathematik und Geoinformation)
- Физический факультет (нем. Fakultät für Physik)
- Факультет технической химии (нем. Fakultät für Technische Chemie)
- Факультет информатики (нем. Fakultät für Informatik)
- Факультет гражданского строительства (нем. Fakultät für Bauingenieurwesen)
- Факультет архитектуры и регионального планирования (нем. Fakultät für Architektur und Raumplanung)
- Факультет машиноведения и организации производства (нем. Fakultät für Maschinenwesen und Betriebswissenschaften)
- Факультет электро- и информационной техники (нем. Fakultät für Elektrotechnik und Informationstechnik)

## Программы обучения
Университет перешёл на Болонскую систему образования и предлагает обучения по 3 следующим программам:
- Бакалавриат — включает в себя предметы, необходимые для научной и профессиональной деятельности в соответствующей области. Она длится 6 семестров, что соответствует 180 ECTS-пунктам. Выпускники получают диплом с научной степенью бакалавра наук (BSc).
- Магистратура — направлена на углубление знаний выпускников-бакалавров. Как правило, она длится 4 семестра, в течение которых студенты изучают предметы, составляющие 120 ECTS-пунктов.
- Докторантура — длится 6 семестров. Помимо написания диссертации студенты сдают ряд экзаменов, вся программа докторанта составляет 180 пунктов ECTS (160 из которых приходятся на диссертацию).

## История

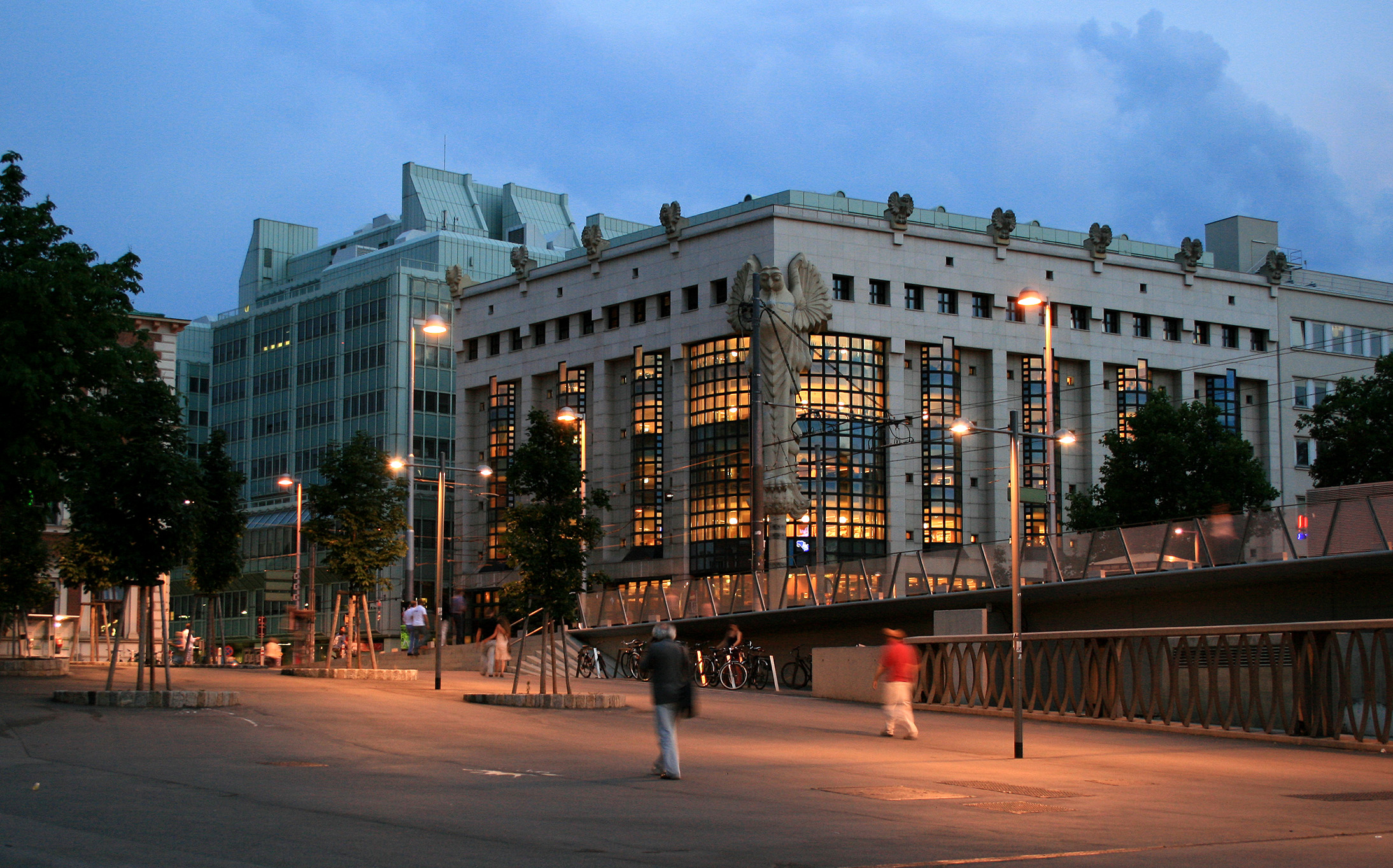
Венский технический университет

Политехнический университет был основан в 1815 году императором Францем II. 
6 ноября 1815 года торжественно открылись двери ВУЗа, а на следующий день начались лекции.
В 1872 году политехнический институт был преобразован в высшую техническую школу.
С 1919 года в университет стали принимать женщин.
В 1975 году высшая техническая школа была переименована в Венский технический университет.
Основные корпуса технического университета находятся в центре Вены на площади Карлсплац, по соседству со многими памятниками культуры (церковью Карла, историческим музеем города Вены, музыкальным обществом).

## Известные выпускники
- Аухенталлер, Йозеф Мария (1886 г.)
- Ауспиц, Рудольф
- Бёкль, Герберт
- Биндер, Курт (1967 г.)
- Брашман, Николай Дмитриевич
- Бург, Адам
- Вагнер, Отто (1862 г.)
- Вайс, Йозеф (1928 г.)
- Вивульский, Антоний (1901 г.)
- Винтер, Ханспетер
- Демель, Герберт
- Демянович, Антон Каэтанович (1880 г.)
- Дракслер, Гельмут
- Гарайс, Роланд
- Гисль-Гислингер, Адольф
- Гёльсдорф, Карл
- Главка, Эдмунд
- Груббер, Петер
- Зедльмайр, Ганс
- Зельберхерр, Зигфрид (1978 г.)
- Земанек, Хайнц
- Зенгер, Эйген (1929 г.)
- Зигмонди, Рихард (1887 г.)
- Ибль, Миклош
- Каплан, Виктор
- Кервенка, Петер
- Кнофлахер, Герман
- Куммер, Вольфганг
- Лангман, Аркадий Яковлевич (1911 г.)
- Манг, Герберт
- Маригарт, Иоганн
- Местлер, Людвиг
- Мизес, Рихард фон (1905 г.)
- Милутин Миланкович
- Немшич, Борис
- Нойвирт, Йозеф
- Носсек, Йозеф
- Полак, Алексей Филиппович (1934 г.)
- Прехтл, Иоганн
- Райнер, Маркус (1909 г.)
- Райнер, Роланд
- Редтенбахер, Фердинанд (1929 г.)
- Таушиц, Штефан (1922 г.)
- Трогер, Ханс
- Ригозек, Иоганн
- Сомбати, Йозеф (1874 г.)
- Фиала, Эрнст
- Хайдер, Ганс
- Черепашинский, Михаил Михайлович (1873 г.)
- Шахермейер, Вальтер
- Шванцер, Карл (1940 г.)
- Штраус, Йозеф
- Щепановский, Станислав (1867 г.)
- Юнкер, Карл[4]
- Фердинанд Порше
- Фердинанд Фельнер
- Эберле, Дитмар (1978 г.)
- Эйдлитц, Леопольд

## Ректоры
Ниже представлены учёные, занимавшие пост ректора Венского технического университета, статьи о которых есть в русской википедии. Полный список ректоров имеется в немецкой википедии.
- 1872-1873 гг. – Генрих Глазивец;
- 1874-1875 гг. – Фердинанд фон Хохштеттер;
- 1880-1881 гг. – Генрих фон Ферстель;
- 1890-1891 гг. – Йозеф Фингер;
- 1891-1892 гг. – Иоганн Эдлер фон Радингер;
- 1895-1896 гг. – Фридрих Кик;
- 1896-1897 гг. – Август Прокоп;
- 1899-1900 гг. – Кристиан Ульрих;
- 1901-1902 гг. – Карл Кёниг;
- 1902-1903 гг. – Гвидо Крафт;
- 1905-1906 гг. – Франц фон Хёнель;
- 1918-1919 гг. – Карл Зигмонди;
- 2011 - н.вр. – Сабина Зайдлер.

## Территория университета и студенческая жизнь
Здания технического университета располагаются в трёх основных местах. На площади Карлсплац находится ректорат, а также центральная библиотека и здания факультетов (главное здание: факультеты строительства и архитектуры, Фрайгаус: факультеты математики и физики). Также в центре на улице Гусхаусштрассе располагается центр электротехники и кафедры информатики. В шестом округе Вены имеется ещё один студенческий городок, объединяющий здания факультетов химии, машиностроения и центральную аудиторию «Аудимакс».
Существует ещё несколько разбросанных по городу зданий кафедр, а во втором округе находится исследовательский реактор, используемый также и другими университетами.
Вокруг университета существует множество магазинов и студенческих кафе. Общежития расположены в другой части города.
В 2006 году обсуждалась возможность переноса всех зданий университета в Асперн и создание, таким образом, нового, объединённого комплекса университетских зданий, однако, было решено отказаться от этой идеи.